# 巴涅尔德比戈尔
巴涅尔德比戈尔（法語：Bagnères-de-Bigorre，法語發音：[baɲɛʁ də biɡɔʁ] ⓘ），法国西南部城市，奥克西塔尼大区上比利牛斯省的一个市镇，同时也是该省的一个副省会，下辖巴涅尔德比戈尔区，其市镇面积为125.86平方公里，2022年1月1日时人口数量为7,060人，在法国城市中排名第1,498位。
巴涅尔德比戈尔位于上比利牛斯省中南部，阿杜尔河畔，镇中心位于比利牛斯山北侧的一处山前河口冲积带上，是一个区域性的中心城市和公路交通枢纽。

## 地名来源
“Bagnères”一名出自加斯科涅语单词“banhera”，意为浴场，其对应的现代法语单词为“bain”。“-de-Bigorre”（意为“比戈尔的”）这一后缀自1801年起成为当地官方名称的一部分。
巴涅尔德比戈尔所处区域历史上曾加斯科涅方言，“Bagnères-de-Bigorre”对应的奥克语拼写为“Banhèras de Bigòrra”。
此外，因翻译标准不同，“Bagnères-de-Bigorre”在部分汉语资料中被译为含有连字号的巴涅尔-德比戈尔。

## 历史

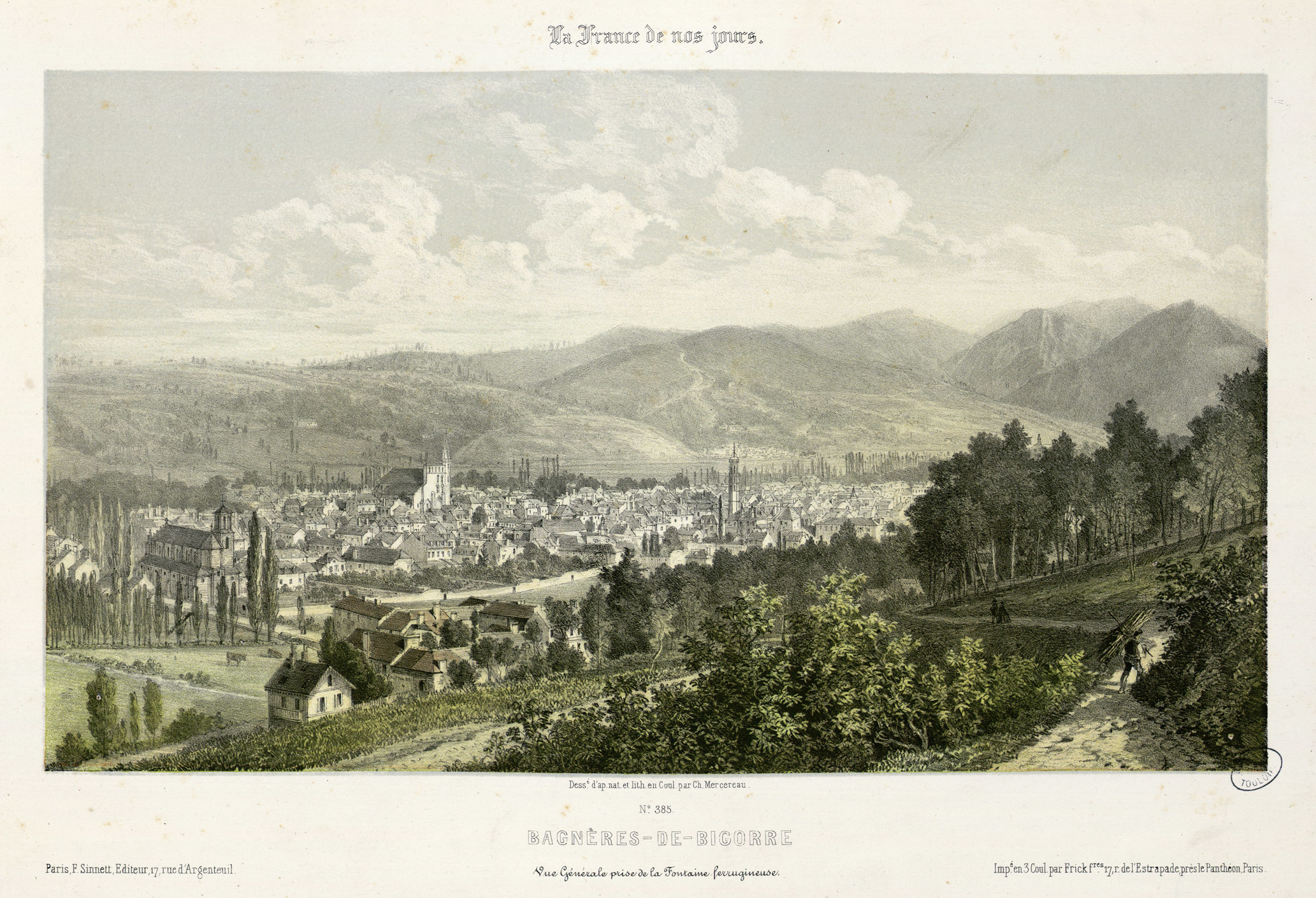
19世纪中后期的巴涅尔德比戈尔

巴涅尔德比戈尔的早期历史尚不清楚，当地的温泉在古罗马时期就已被发现，后者曾修建了引水渠将温水从比利牛斯山深处引入山脚下。中世纪初，巴涅尔曾遭遇多处黑死病疫情袭击，致使当地人口数量大幅减少，其城池遭到荒废。英法百年战争期间，巴涅尔德比戈尔曾建成一处军事防御城堡以阻止英格兰军队翻越比利牛斯山。1660年6月21日，巴涅尔发生破坏性地震，当地多处建筑被毁。法国大革命后，巴涅尔德比戈尔成为上比利牛斯省的一个市镇，并在1795至1801年间为该省的一个地区行署，后改建为副省会。1806年，莱斯波讷、苏拉涅（Soulagnets）和瓦莱德巴涅尔（Vallée-de-Bagnères）三个市镇整体并入巴涅尔德比戈尔。19世纪中期，巴涅尔德比戈尔境内的温泉资源得到开发，镇中心兴建了温泉疗养院，并得益于交通的发展而吸引了大批游客。工业革命期间，巴涅尔德比戈尔亦因大理石开采而得到发展，当地采石场鼎盛时期的工人数量超过了1,000人。第二次世界大战期间，巴涅尔德比戈尔曾出现大规模的抵抗运动组织，当地在1944年6月10日遭到纳粹德军的轰炸，造成32人遇难。20世纪中后期，巴涅尔德比戈尔逐渐发展成为一座旅游疗养城市，当地出现了多处康复疗养中心。2024年5月7日，中国国家主席习近平应法国总统马克龙特别邀请访问当地。

## 地理

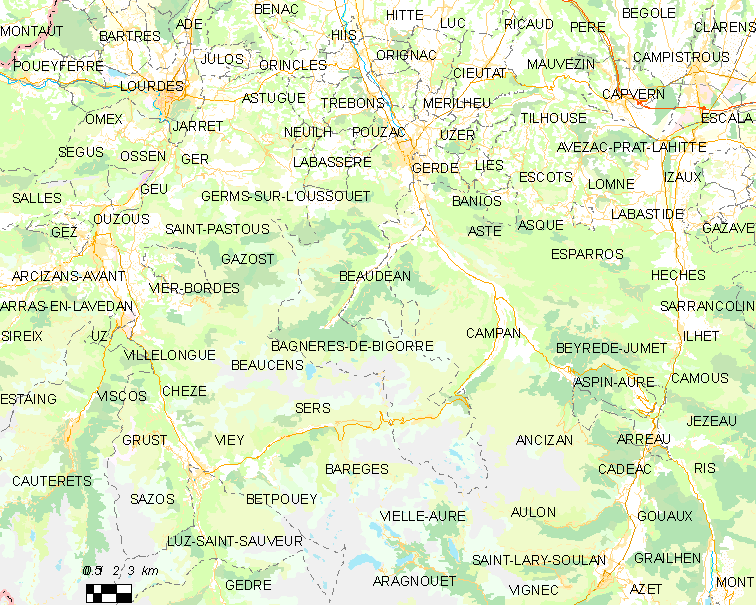
巴涅尔德比戈尔市镇范围地图

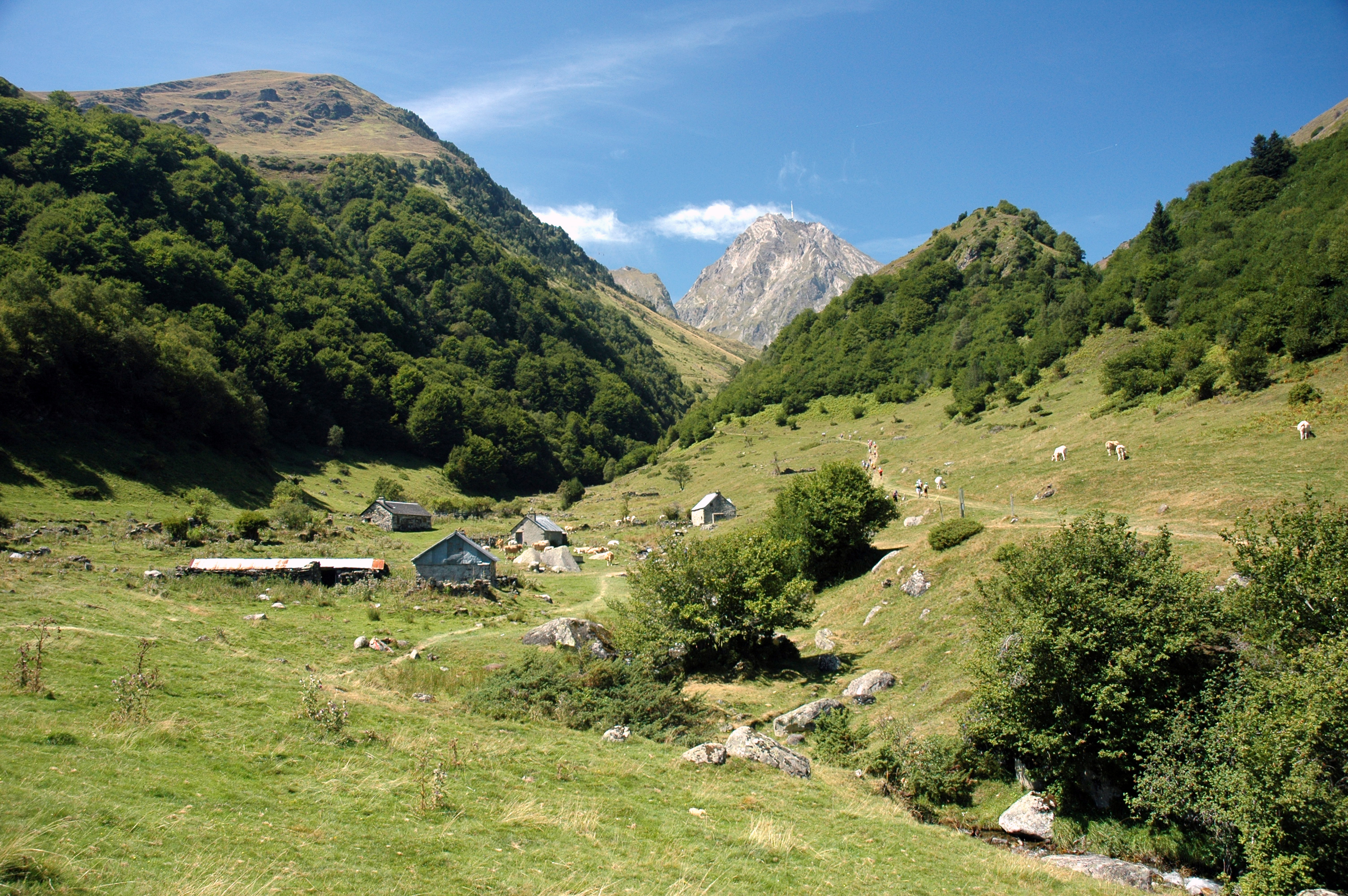
巴涅尔德比戈尔附近的山地景观

巴涅尔德比戈尔位于法国西南部，奥克西塔尼大区西南部和上比利牛斯省中南部，距离省会塔布大约21公里。与巴涅尔德比戈尔接壤的市镇包括：拉巴塞尔、乌苏埃河畔热尔姆、普扎克、欧邦、梅里约、阿热莱斯巴涅尔、于泽尔、热尔德、加佐斯特、博桑斯、塞尔、阿斯泰、博代昂、巴雷日、维耶勒欧尔、康庞和欧隆。

### 地形
巴涅尔德比戈尔位于比利牛斯山北麓，境内以山地和山间冲积平原为主，市镇中心位于一处地势较为平坦的河谷地带，市镇范围南部为地势复杂的山地地区，全境海拔在440到2,802米之间。

### 水文
阿杜尔河自南向北流经巴涅尔德比戈尔镇中心，该河有一条右岸辫状支流，被称为“L'Adourette”。此外巴涅尔德比戈尔市镇范围内还有多处山涧溪流分布。

### 植被
巴涅尔德比戈尔属于温带阔叶混交林区，镇中心的莱维尼欧花园（Jardin des Vignaux）是当地主要的城市绿地，林地则广泛分布于市镇范围内的山地地区。
在鲜花城市的评比中，巴涅尔德比戈尔被评为3星级鲜花城市。

### 气候
巴涅尔德比戈尔在柯本气候分类法中属于山地气候，北侧低海拔地区的气候带有温度大陆性特征。
距离巴涅尔德比戈尔最近的常年气象站位于卢尔德境内，以下为该气象站的数据（其中日照数据取自塔布）：
| 卢尔德 1981年－2019年 | 卢尔德 1981年－2019年 | 卢尔德 1981年－2019年 | 卢尔德 1981年－2019年 | 卢尔德 1981年－2019年 | 卢尔德 1981年－2019年 | 卢尔德 1981年－2019年 | 卢尔德 1981年－2019年 | 卢尔德 1981年－2019年 | 卢尔德 1981年－2019年 | 卢尔德 1981年－2019年 | 卢尔德 1981年－2019年 | 卢尔德 1981年－2019年 | 卢尔德 1981年－2019年 |
| 月份                  | 1月                   | 2月                   | 3月                   | 4月                   | 5月                   | 6月                   | 7月                   | 8月                   | 9月                   | 10月                  | 11月                  | 12月                  | 全年                  |
| --------------------- | --------------------- | --------------------- | --------------------- | --------------------- | --------------------- | --------------------- | --------------------- | --------------------- | --------------------- | --------------------- | --------------------- | --------------------- | --------------------- |
| 历史最高温 °C（°F）   | 21.5 (70.7)           | 25.5 (77.9)           | 26.5 (79.7)           | 30.5 (86.9)           | 32.5 (90.5)           | 38 (100)              | 37.5 (99.5)           | 39.5 (103.1)          | 34.5 (94.1)           | 31.5 (88.7)           | 27 (81)               | 23 (73)               | 39.5 (103.1)          |
| 平均高温 °C（°F）     | 11 (52)               | 12.2 (54.0)           | 15.4 (59.7)           | 17 (63)               | 20.6 (69.1)           | 23.8 (74.8)           | 26.1 (79.0)           | 26.2 (79.2)           | 23.6 (74.5)           | 19.7 (67.5)           | 14.3 (57.7)           | 11.6 (52.9)           | 18.5 (65.3)           |
| 日均气温 °C（°F）     | 6.2 (43.2)            | 7.2 (45.0)            | 9.9 (49.8)            | 11.6 (52.9)           | 15.2 (59.4)           | 18.4 (65.1)           | 20.6 (69.1)           | 20.7 (69.3)           | 17.9 (64.2)           | 14.4 (57.9)           | 9.5 (49.1)            | 6.9 (44.4)            | 13.2 (55.8)           |
| 平均低温 °C（°F）     | 1.3 (34.3)            | 2.1 (35.8)            | 4.4 (39.9)            | 6.2 (43.2)            | 9.8 (49.6)            | 13 (55)               | 15.1 (59.2)           | 15.2 (59.4)           | 12.2 (54.0)           | 9.2 (48.6)            | 4.6 (40.3)            | 2.1 (35.8)            | 7.9 (46.2)            |
| 历史最低温 °C（°F）   | −11.5 (11.3)          | −13 (9)               | −6 (21)               | −1.5 (29.3)           | −1.5 (29.3)           | 3.5 (38.3)            | 7.5 (45.5)            | 6.5 (43.7)            | 3 (37)                | −4 (25)               | −9 (16)               | −9 (16)               | −13 (9)               |
| 平均降水量 mm（）     | 136.9 (5.39)          | 110.4 (4.35)          | 121.4 (4.78)          | 149.2 (5.87)          | 140.1 (5.52)          | 103.9 (4.09)          | 82.5 (3.25)           | 86.7 (3.41)           | 95.2 (3.75)           | 123.1 (4.85)          | 147.4 (5.80)          | 138.1 (5.44)          | 1,434.9 (56.49)       |
| 月均日照時數          | 118.3                 | 129.2                 | 169.2                 | 170.2                 | 189.1                 | 197.9                 | 204.9                 | 206                   | 189.8                 | 150.6                 | 117.5                 | 108.7                 | 1,951.4               |
| 来源：infoclimat.fr   |                       |                       |                       |                       |                       |                       |                       |                       |                       |                       |                       |                       |                       |

## 行政区划
巴涅尔德比戈尔的市镇编号为65059，邮政编号为65200和65710。
在行政管理方面，巴涅尔德比戈尔隶属于法国奥克西塔尼大区上比利牛斯省，同时也是该省的一个副省会，下辖巴涅尔德比戈尔区；在地方选举方面，巴涅尔德比戈尔是上比戈尔县的中央投票站所在地，其市镇范围全境被划入上比利牛斯省第一选区；在社会管理方面，巴涅尔德比戈尔是上比戈尔市镇公共社区的办公驻地。
截至2023年3月，巴涅尔德比戈尔市镇范围内暂无城市敏感街区及城市政策优先街区。
法国国家统计与经济研究所（简称）在进行数据统计时，将巴涅尔德比戈尔及相邻的另外9个市镇设为巴涅尔德比戈尔城市核心区，并将包括核心区在内的周边共15个市镇划为巴涅尔德比戈尔城市区。自2020年起，巴涅尔德比戈尔城市区被包含21个市镇的巴涅尔德比戈尔城市辐射区代替。此外，还将巴涅尔德比戈尔市镇分为了五个“块区”（IRIS），以便于统计人口分布情况。

## 交通

### 公路
上比利牛斯省省道D918线、D935线和D938线在巴涅尔德比戈尔境内交汇。奥克西塔尼大区下属的城际客运提供巴士线路，可前往周边部分市镇。
| 14 | 16 |

| 塔布 | 21 |

| 卡普韦恩 | 19 |

| 阿罗 | 38 |

2019年，38.6%的巴涅尔德比戈尔家庭拥有至少一辆私人汽车。2019年，巴涅尔德比戈尔境内共发生各类交通事故3起，造成1人遇难，3人受伤，其中1人重伤。

### 铁路

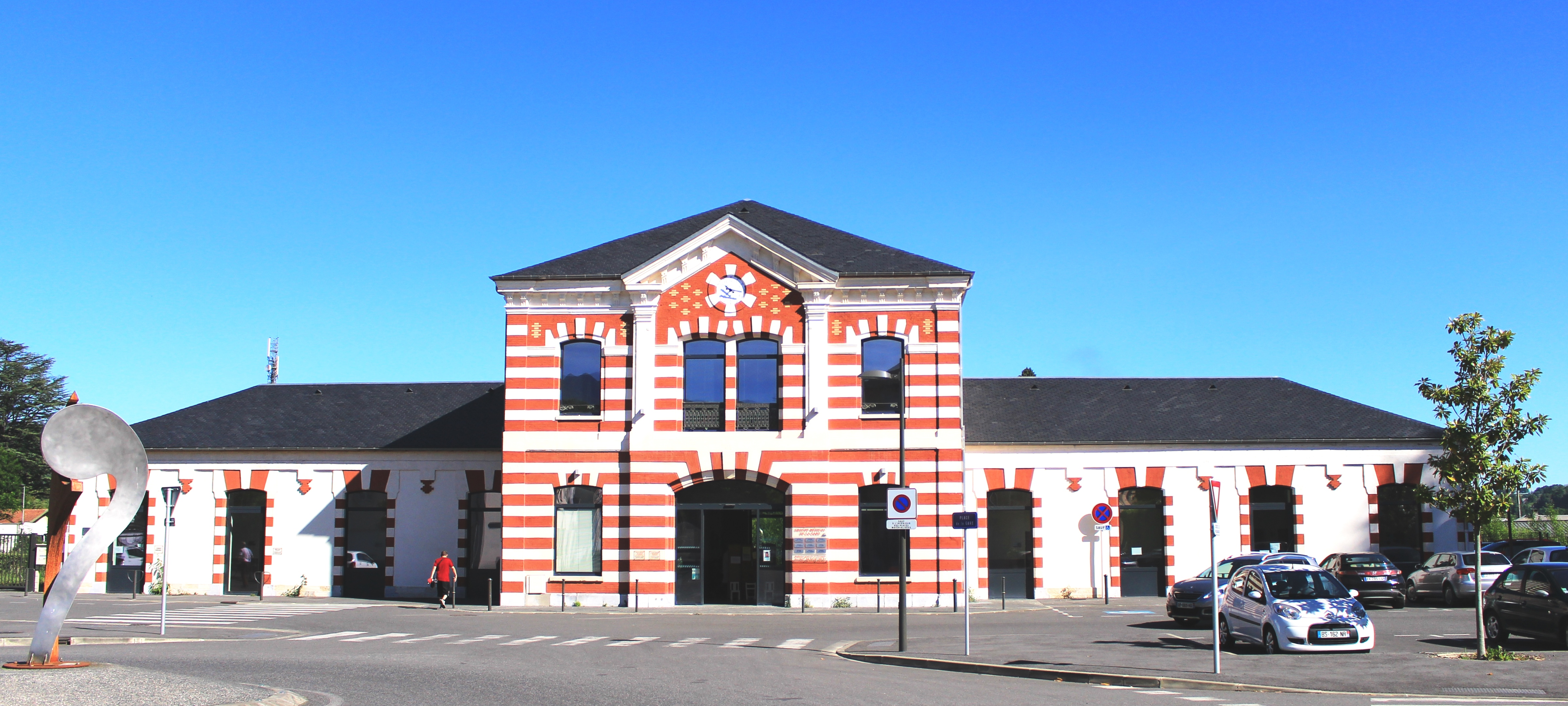
火车站旧址

巴涅尔德比戈尔是莫尔桑克斯－巴涅尔德比戈尔铁路的终点站，该铁路蒙德马桑站至巴涅尔德比戈尔站之间的路段自1970年起停止客运。
距离巴涅尔德比戈尔最近的运营中的客运铁路车站为16公里外的图尔奈站，该站停靠往返于图卢兹和塔布一线的区域列车。

### 航空
距离巴涅尔德比戈尔最近的民用航空站为21公里外的塔布-卢尔德机场。

### 城市公共交通
巴涅尔德比戈尔市政府提供当地的免费摆渡巴士，路线覆盖了巴涅尔德比戈尔市区内的主要街道和居民区。

## 政治

### 市政内阁

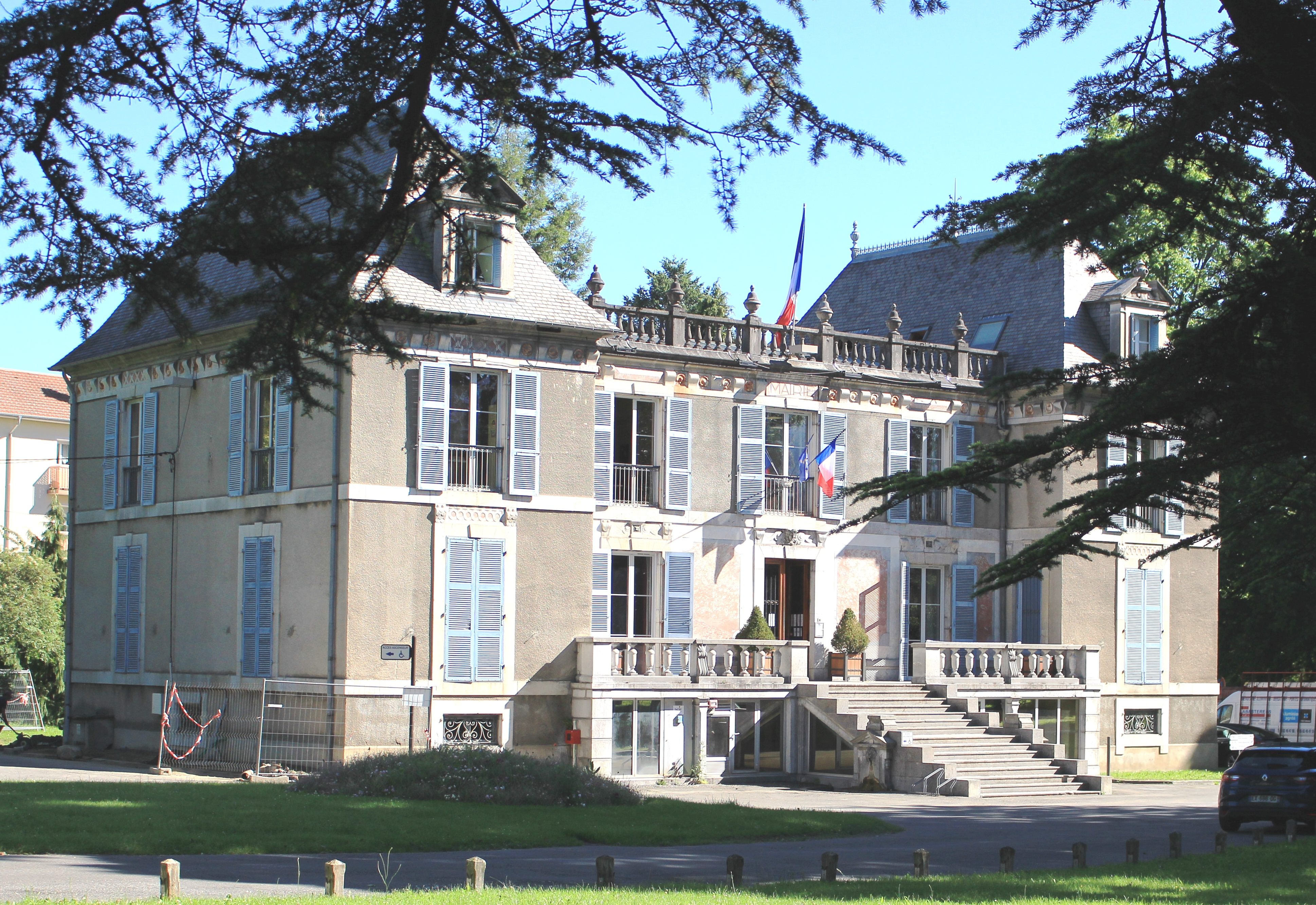
巴涅尔德比戈尔市政厅

巴涅尔德比戈尔的现任市长为克洛德·卡扎巴先生（Claude CAZABAT），他是一名中间派，在2020年的市政选举中获得了45.16%的支持率。
| 巴涅尔德比戈尔历届市长 | 巴涅尔德比戈尔历届市长                     | 巴涅尔德比戈尔历届市长              |
| 任期                   | 市长                                       | 党派                                |
| ---------------------- | ------------------------------------------ | ----------------------------------- |
| 1944年－1945年         | Joseph DOMEC 约瑟夫·多梅克                 | 不详                                |
| 1945年－1958年         | Joseph MEYNIER 约瑟夫·梅尼耶               | SFIO工人国际法国支部                |
| 1958年－1965年         | Raymond COMPAGNET 雷蒙·孔帕涅              | SFIO工人国际法国支部                |
| 1965年－1977年         | André DE BOYSSON 安德烈·德布瓦松           | RI独立激进党                        |
| 1977年－1989年         | Eugène TOUJAS 欧仁·图雅斯                  | PCF法国共产党                       |
| 1989年－2013年         | Rolland CASTELLS 罗朗·卡斯泰尔             | UDF法国民主联盟 →AC中间派联合党     |
| 2013年－2017年         | Jean-Bernard SEMPASTOUS 让-贝尔纳·桑帕斯图 | UDI民主人士和独立人士联盟 →LREM复兴 |
| 2017年－               | Claude CAZABAT 克洛德·卡扎巴               | DVC混杂中间派                       |

### 各级选举
| 巴涅尔德比戈尔历届投票选举结果 | 巴涅尔德比戈尔历届投票选举结果 | 巴涅尔德比戈尔历届投票选举结果 | 巴涅尔德比戈尔历届投票选举结果     | 巴涅尔德比戈尔历届投票选举结果     | 巴涅尔德比戈尔历届投票选举结果 | 巴涅尔德比戈尔历届投票选举结果     | 巴涅尔德比戈尔历届投票选举结果     | 巴涅尔德比戈尔历届投票选举结果 | 巴涅尔德比戈尔历届投票选举结果 |
| 选举项目                       | 选举范围                       | 选区单位                       | 选区单位内的选举结果               | 选区单位内的选举结果               | 选区单位内的选举结果           | 选区单位内的选举结果               | 选区单位内的选举结果               | 选区单位内的选举结果           | 参考资料                       |
| 选举项目                       | 选举范围                       | 选区单位                       | 第一轮胜出者                       | 第一轮胜出者                       | 支持率                         | 第二轮胜出者                       | 第二轮胜出者                       | 支持率                         | 参考资料                       |
| ------------------------------ | ------------------------------ | ------------------------------ | ---------------------------------- | ---------------------------------- | ------------------------------ | ---------------------------------- | ---------------------------------- | ------------------------------ | ------------------------------ |
| 2017年法國總統選舉             | 法國                           | 市镇                           |                                    | 埃马纽埃尔·马克龙                  | 29.52%                         |                                    | 埃马纽埃尔·马克龙                  | 76.04%                         | [ 31 ]                         |
| 2017年法国立法选举             | 上比利牛斯省第一选区           | 市镇                           |                                    | 让-贝尔纳·桑帕斯图                 | 53.33%                         |                                    | 让-贝尔纳·桑帕斯图                 | 63.37%                         | [ 31 ]                         |
| 2019年欧洲议会选举             | 法國                           | 市镇                           |                                    | 纳塔莉·卢瓦索                      | 24.32%                         | （不适用）                         | （不适用）                         | （不适用）                     | [ 33 ]                         |
| 2021年法国省级选举             |                                | 县                             |                                    | 皮埃尔·布罗-诺盖 尼科尔·达里厄托尔 | 39.71%                         |                                    | 皮埃尔·布罗-诺盖 尼科尔·达里厄托尔 | 55.55%                         | [ 34 ]                         |
| 2021年法国省级选举             | 市镇                           |                                | 皮埃尔·布罗-诺盖 尼科尔·达里厄托尔 | 45.35%                             |                                | 皮埃尔·布罗-诺盖 尼科尔·达里厄托尔 | 64.46%                             |                                | [ 34 ]                         |
| 2021年法国大区选举             | 奧克西塔尼大區                 | 市镇                           |                                    | 卡萝尔·德尔加                      | 43.92%                         |                                    | 卡萝尔·德尔加                      | 70.55%                         | [ 35 ]                         |
| 2022年法国总统选举             | 法國                           | 市镇                           |                                    | 让-吕克·梅朗雄                     | 28.34%                         |                                    | 埃马纽埃尔·马克龙                  | 63.52%                         | [ 31 ]                         |
| 2022年法国立法选举             | 上比利牛斯省第一选区           | 市镇                           |                                    | 让-贝尔纳·桑帕斯图                 | 27.56%                         |                                    | 茜尔维·费雷尔                      | 55.13%                         | [ 31 ]                         |

## 人口
2019年，巴涅尔德比戈尔市镇人口数量为7,085，在法国排名第1,498位。其中男性3,195人，女性3,890人，75岁及以上人口占16.2%，外籍人口数量为353人，人口密度为56人/平方公里，当地居民被称为（男性）或（女性）。2020年，巴涅尔德比戈尔境内出生32人，死亡人口174人。
| 巴涅尔德比戈尔1901年－2020年人口变化情况 |
|                                          |
| 数据来源：Cassini、INSEE                 |

## 经济

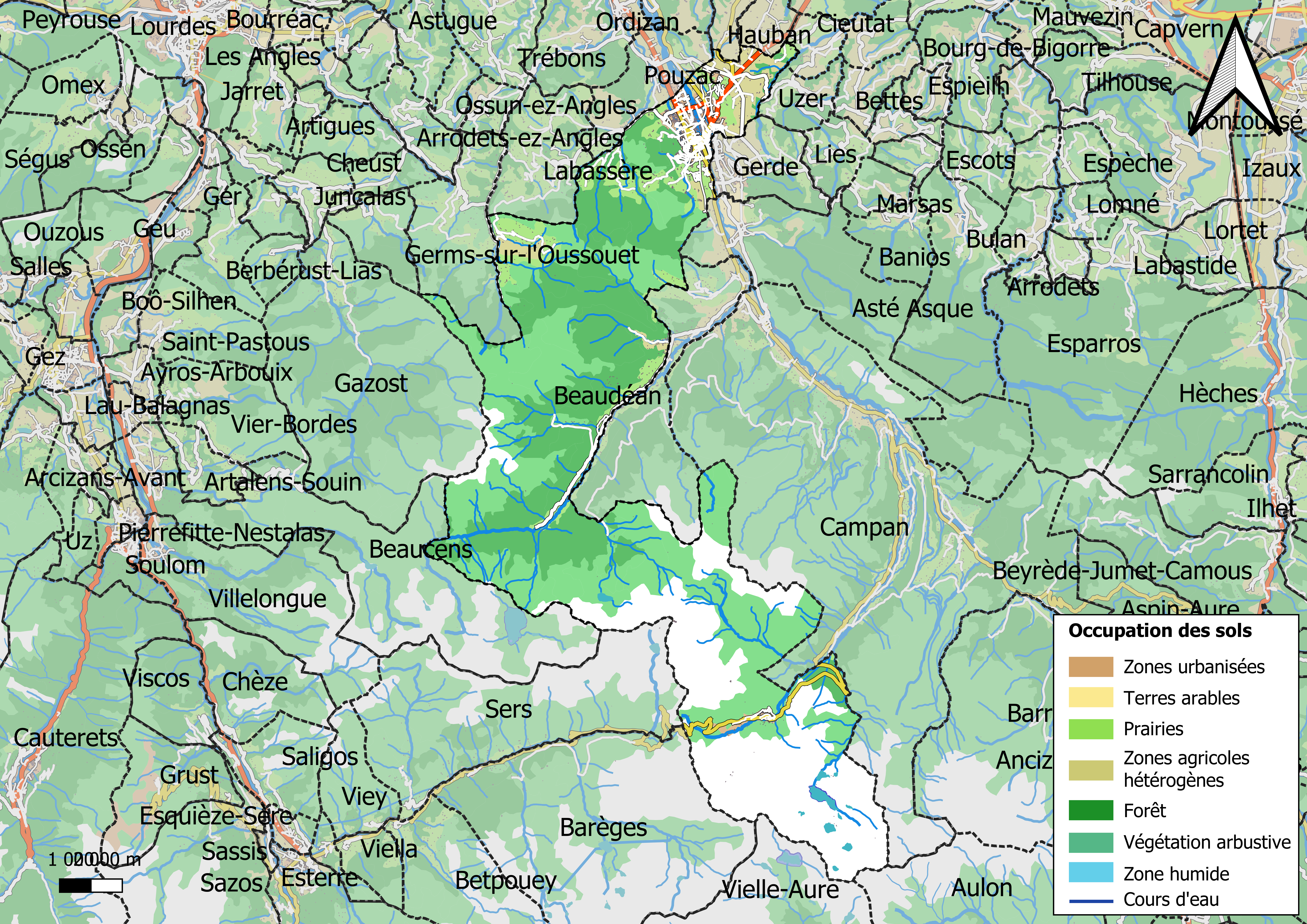
巴涅尔德比戈尔土地利用情况地图

巴涅尔德比戈尔是一个区域性的中心城市。截止2023年3月，巴涅尔德比戈尔市镇范围内共有各类用人单位（包含自雇）2,003家，平均历史为18年，其中99.44%为中小型企业（PME），2023年1月至3月间，当地的经济活力指数为0.6%。（机车制造）、（零售）及（食品销售）是当地2021年营业额最高的三个企业，分别为29,914,687欧元、11,366,263欧元和2,084,230欧元。

## 财政与居民收入
2021年，巴涅尔德比戈尔的财政收入总额为11,818,100欧元，财政支出总额为10,315,700欧元，当年的债务总额为13,325,900欧元。2021年，巴涅尔德比戈尔市镇通过增值税获得275,770欧元的收入，此外当地还共获得了1,569,630欧元的国家直接财政补助。
2020年，巴涅尔德比戈尔的人均月收入总额为1,937欧元，其中高级职员为3,273欧元，低于法国平均水平（4,230欧元）；中级职员为2,200欧元，低于法国平均水平（2,411欧元）；普通职员为1,604欧元，亦低于法国平均水平（1,740欧元）。
2019年，巴涅尔德比戈尔境内的贫困率为18%，青壮年（15至64岁）失业率为15.3%；当地42.6%的家庭拥有纳税资格，平均纳税1,933欧元，低于法国平均水平（3,910欧元）。

## 社会事务

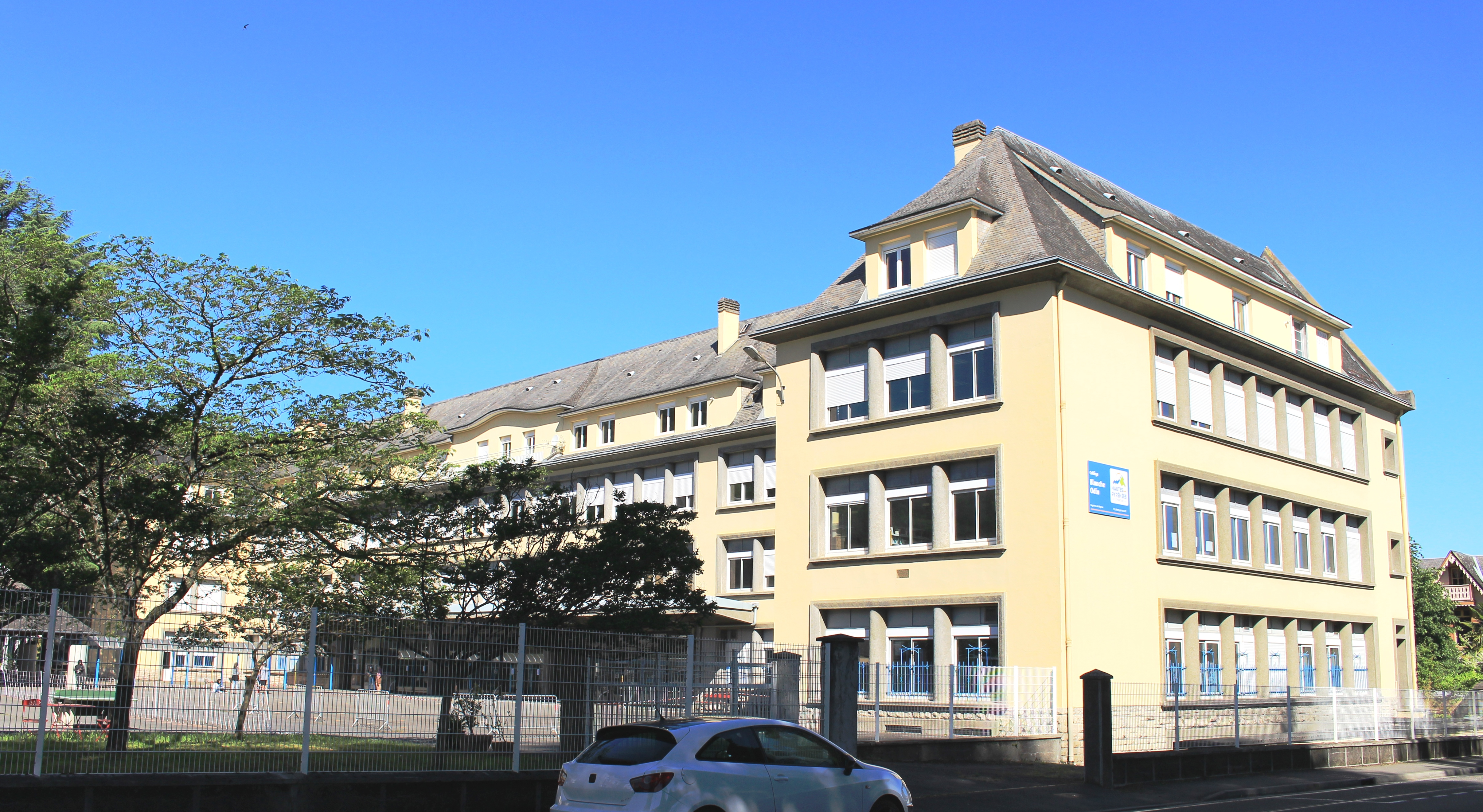
巴涅尔德比戈尔的一所学校

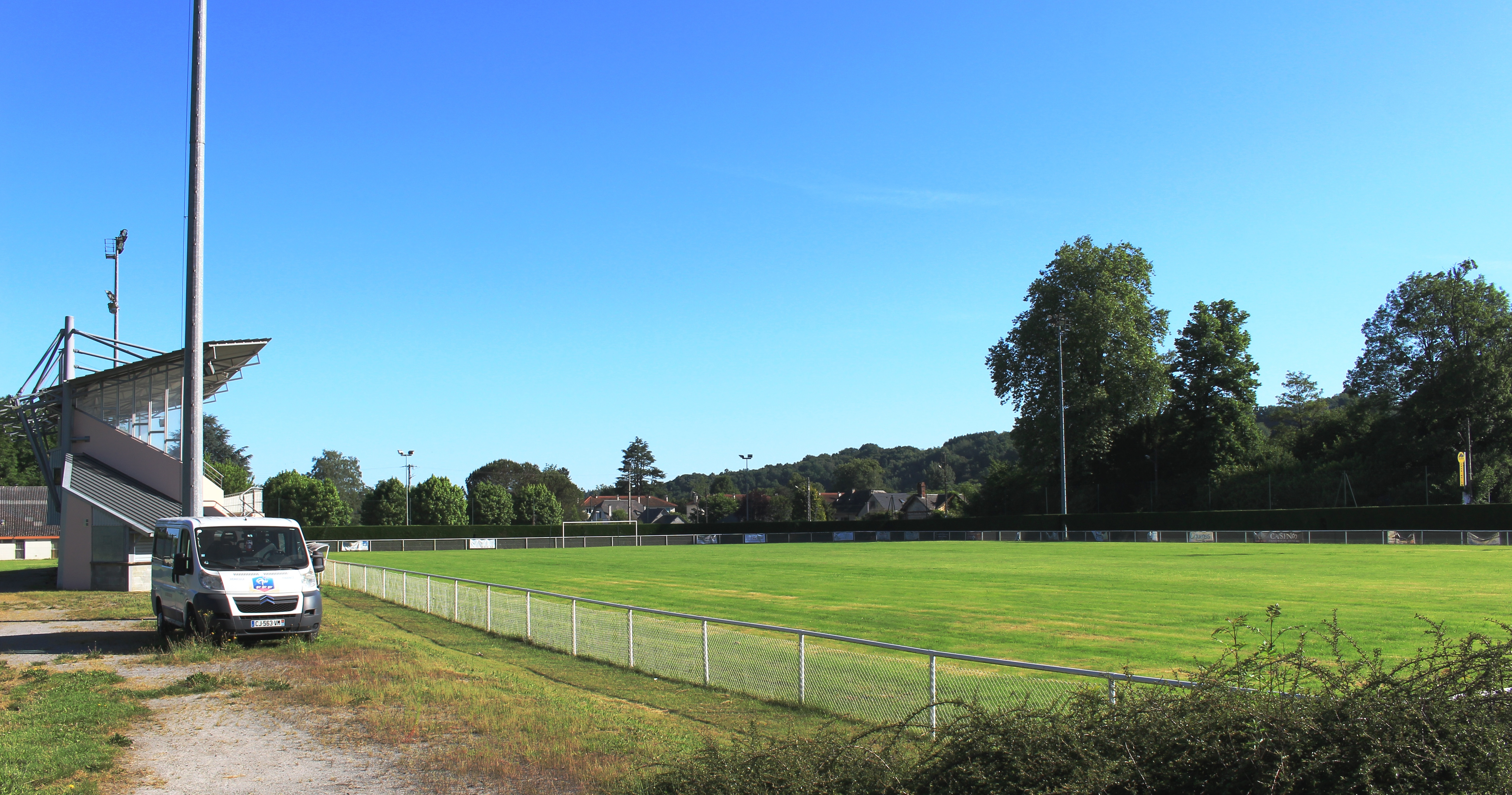
平原足球场

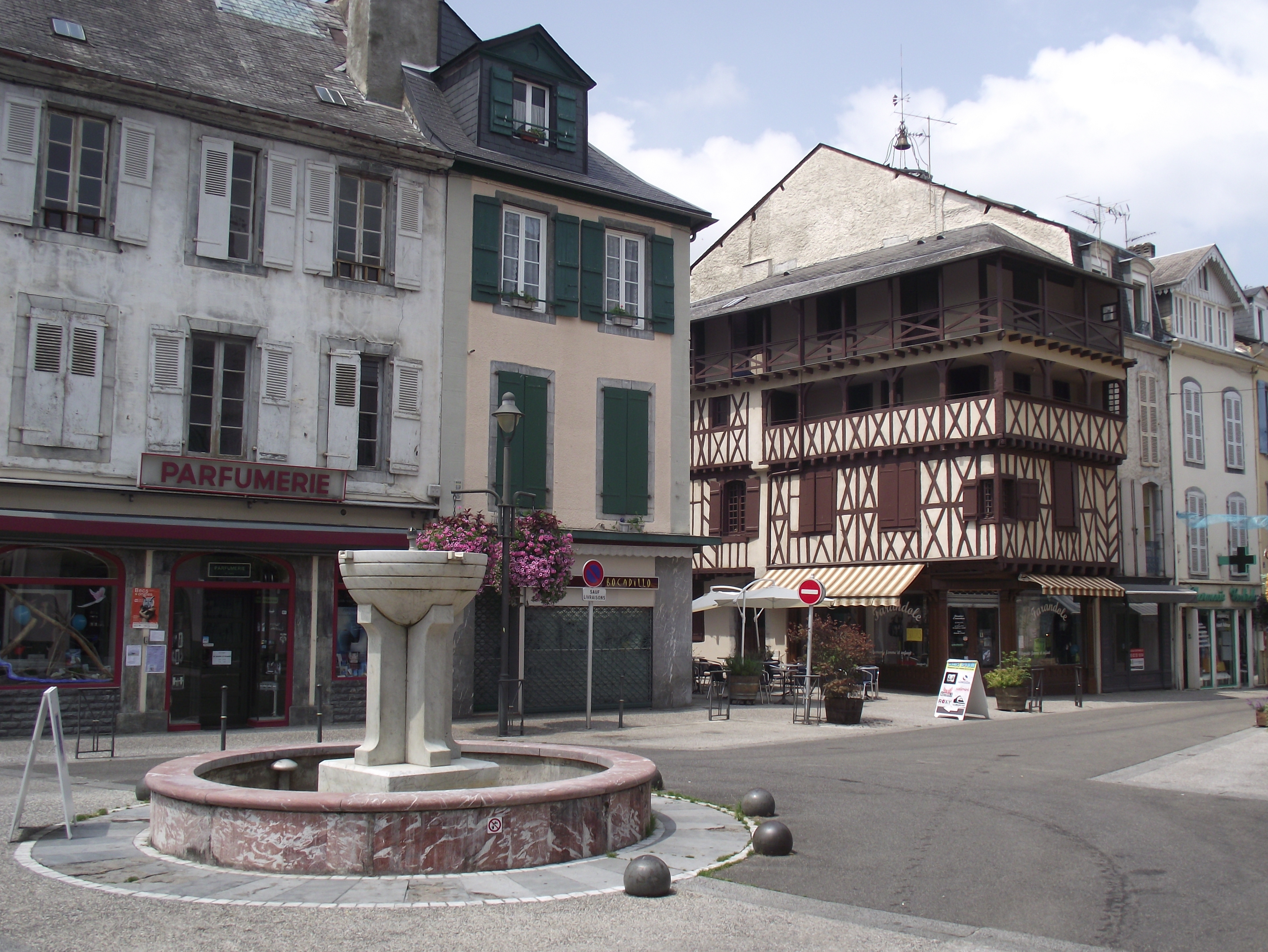
巴涅尔德比戈尔镇中心的斯特拉斯堡广场

### 教育
巴涅尔德比戈尔属于图卢兹学区。截止2021年1月1日，巴涅尔德比戈尔境内共有2所幼儿园、5所小学、2所初级中学和1所普通高中。2021至2022学年度，巴涅尔德比戈尔境内共有在校中等教育阶段学生1,286名。

### 医疗
截止2021年1月1日，巴涅尔德比戈尔境内共有全科医生17名、保健师25名、牙医6名、护士50名、耳科医生1名、皮肤科医生1名和助产士1名。境内共有药房8家、养老院2家。
巴涅尔德比戈尔中心医院（Centre Hospitalier de Bagnères-de-Bigorre）是法国的一个区域性医疗机构，其主病区位于巴涅尔德比戈尔市区，设有床位198个，是当地规模最大的公立综合性医院。

### 住房
2019年，巴涅尔德比戈尔境内共有各类住房7,781套，其中30.6%为独立式居民区，68.1%为集中式居民区。常住房屋占巴涅尔德比戈尔市镇范围内居民建筑总量的47.3%。
在住房保障政策方面，2021年，巴涅尔德比戈尔境内共有1,064户家庭获得了住房经济补助，受益人数占总人口数量的15.0%，其中1,040份为房租补助。

### 商业
2021年，巴涅尔德比戈尔境内共有各类实体商铺315家，其中餐厅63家、大型超市2家、杂货店5家、面包房10家、肉铺9家、书店6家、装饰品店1家、银行门店8家、美容美发店21家、汽车维修店10家。巴涅尔德比戈尔镇中心建有家乐福、Monoprix等购物商场。

### 体育
2021年，巴涅尔德比戈尔境内共有1家游泳池、3间体育馆、2座综合体育场、10处网球场、3处足球或橄榄球场以及2处篮球或排球场。
巴涅尔德比戈尔及其所在的法国西南部地区因橄榄球而闻名，巴涅尔体育会是当地的代表性橄榄球俱乐部，成立于1912年，其主队2022至2023赛季参加法国橄榄球区域甲组联赛（法国第五级别），其主场为马塞尔·卡兹纳夫球场（Stade Marcel-Cazenave）。
截至2023年3月，上阿杜尔前进体育俱乐部（ES Haut Adour，编号549541）是巴涅尔德比戈尔境内唯一的一家注册足球俱乐部，该足球队成立于2001年，其主队2022至2023赛季参加奥克西塔尼大区足球联赛丙组（法国第八级别），其主场为位于普扎克境内的上阿杜尔球场（Stade Haut Adour）。

### 环境
巴涅尔德比戈尔的环境事务由其所属的上比戈尔市镇公共社区联合各级政府协调负责。2021年，巴涅尔德比戈尔境内共有3家污染企业。

### 治安
2021年，巴涅尔德比戈尔市镇范围内有1处宪兵队。
巴涅尔德比戈尔国家宪兵队（zone gendarmerie de Bagnères-de-Bigorre）的管辖范围共包括157个市镇。2020年，该宪兵队累计记录各类案件1,564起，其中盗窃类案件779起，经济类案件257起，毒品交易类案件83起。

## 文化
2021年，巴涅尔德比戈尔境内共有1家电影院和3家博物馆。巴涅尔德比戈尔市政府提供多媒体中心，每周二至六向公众开放。

### 建筑
巴涅尔德比戈尔境内有多处历史建筑，其中萨利博物馆、圣让教堂旧址等为法国国家文物保护单位。

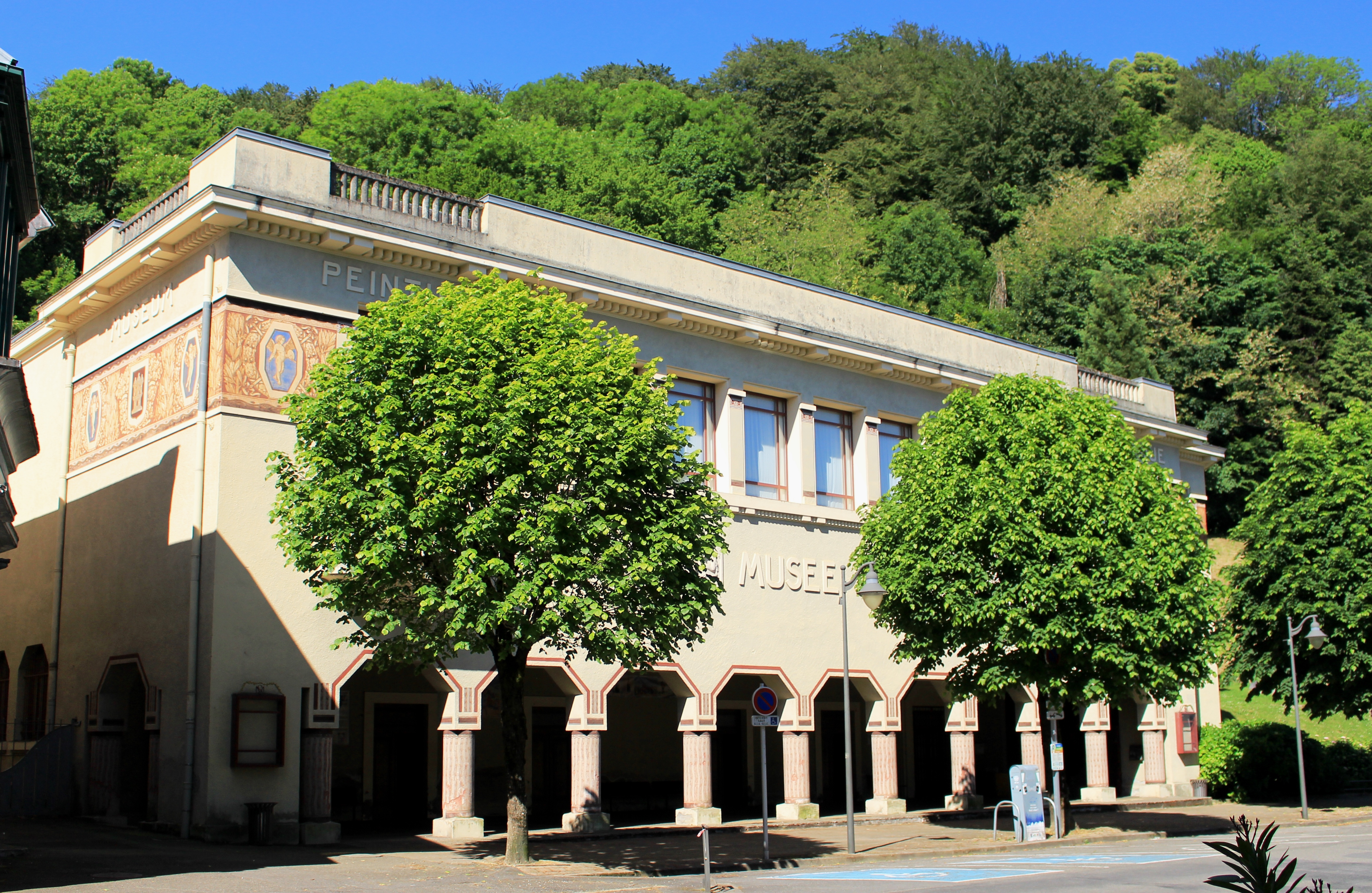
萨利博物馆（法语：Musée Salies）
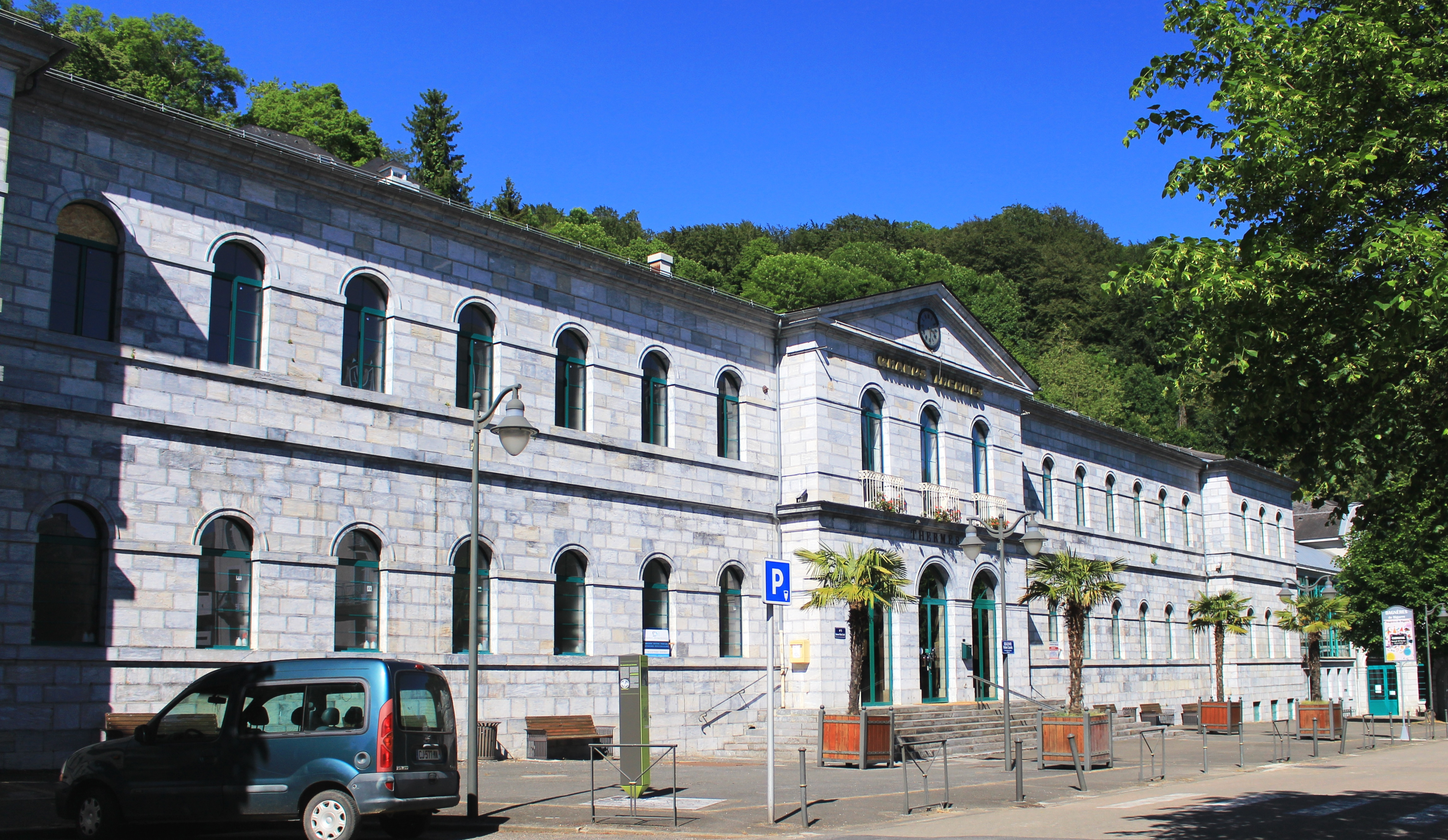
大浴场
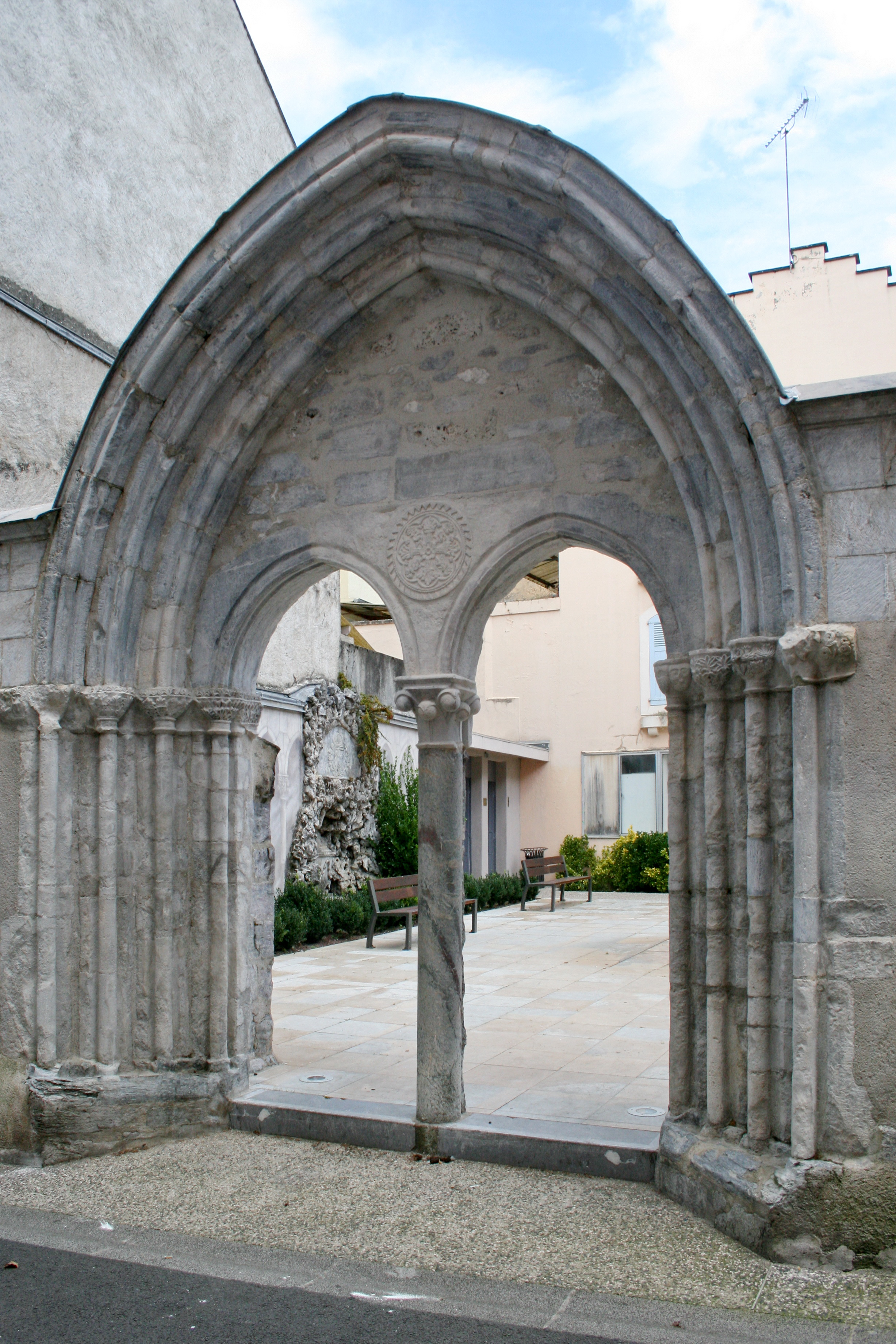
圣让教堂（法语：Église Saint-Jean de Bagnères-de-Bigorre）旧址
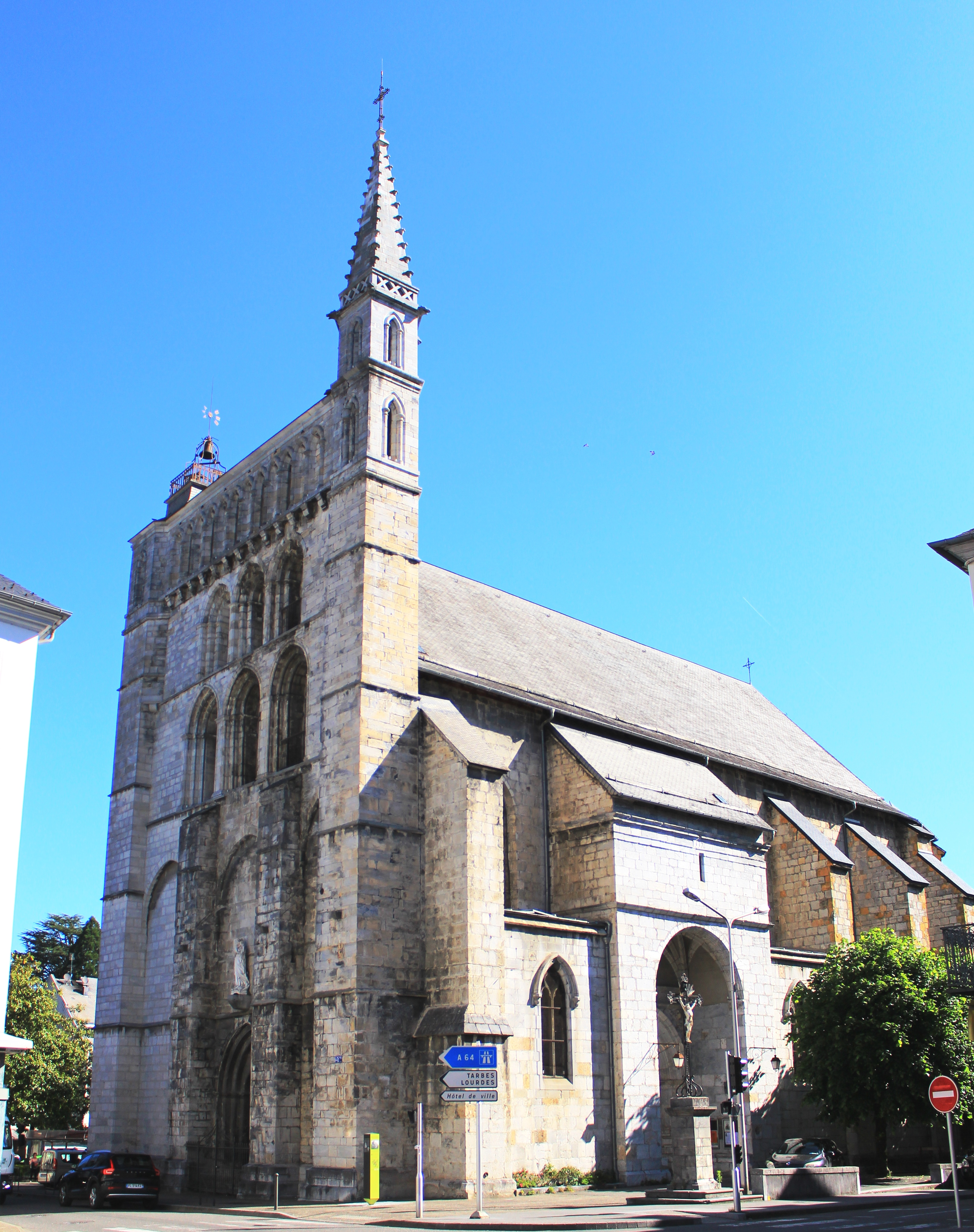
圣樊尚教堂
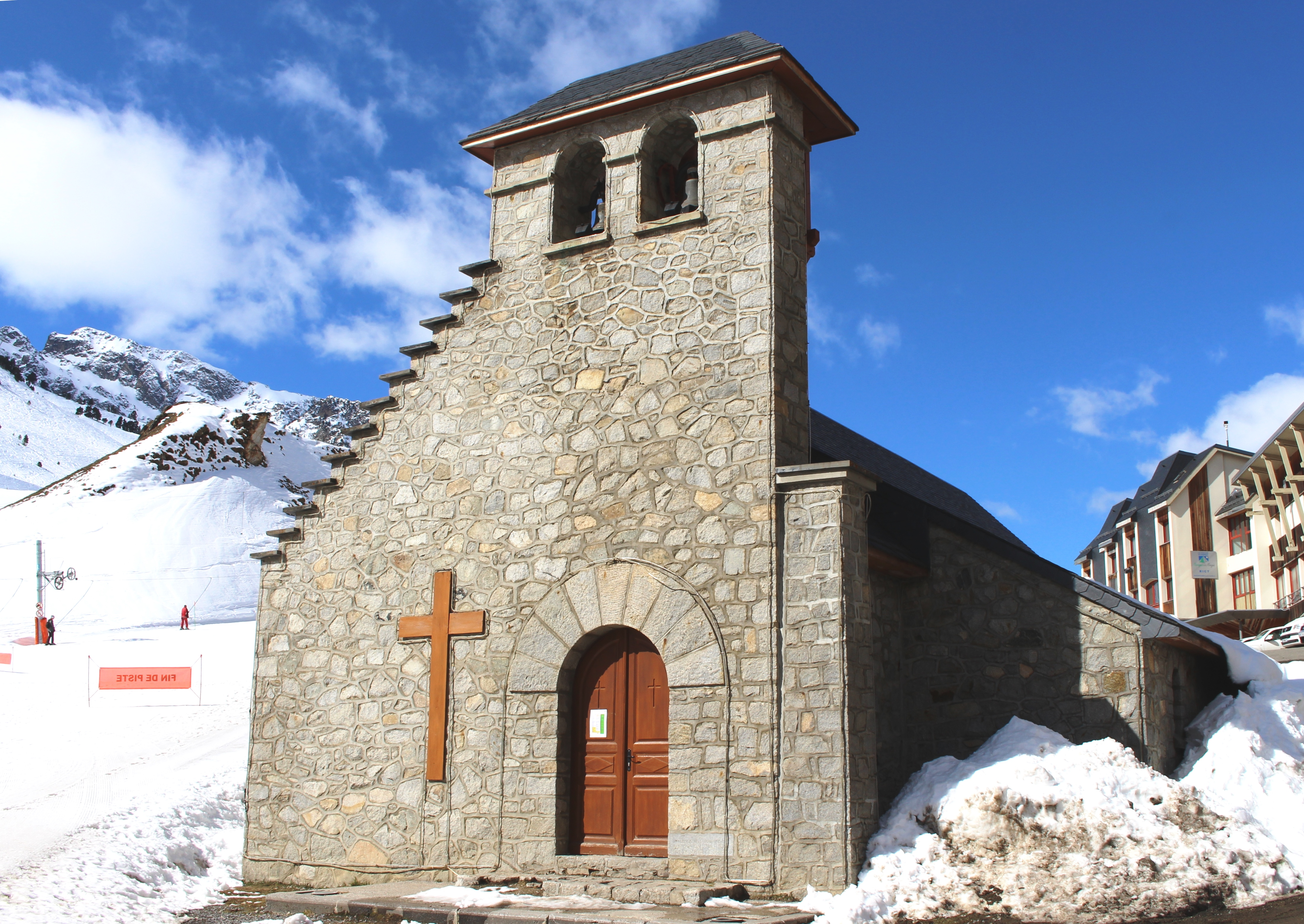
拉蒙日圣母小教堂（法语：Chapelle Notre-Dame de La Mongie）
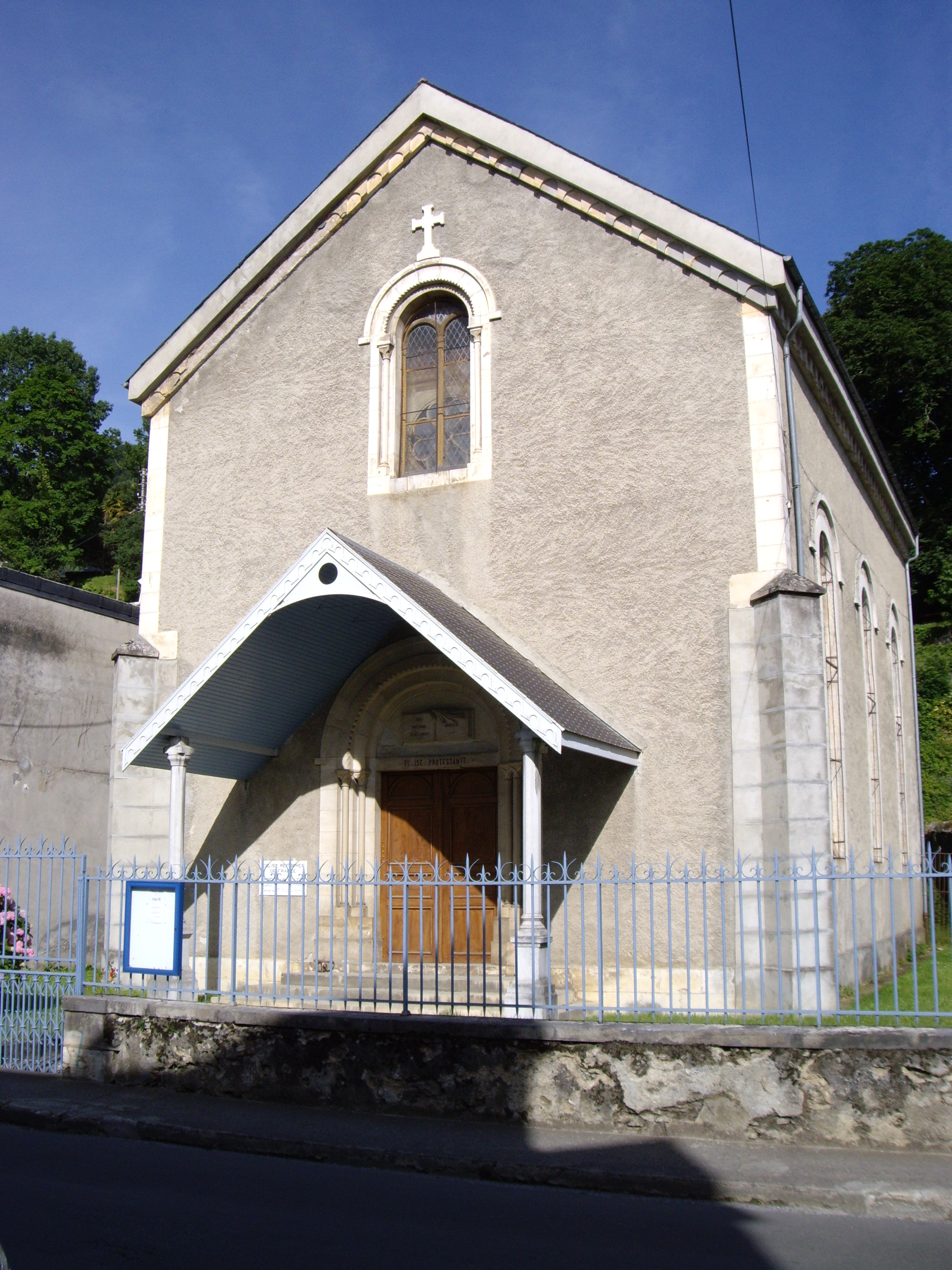
新教教堂
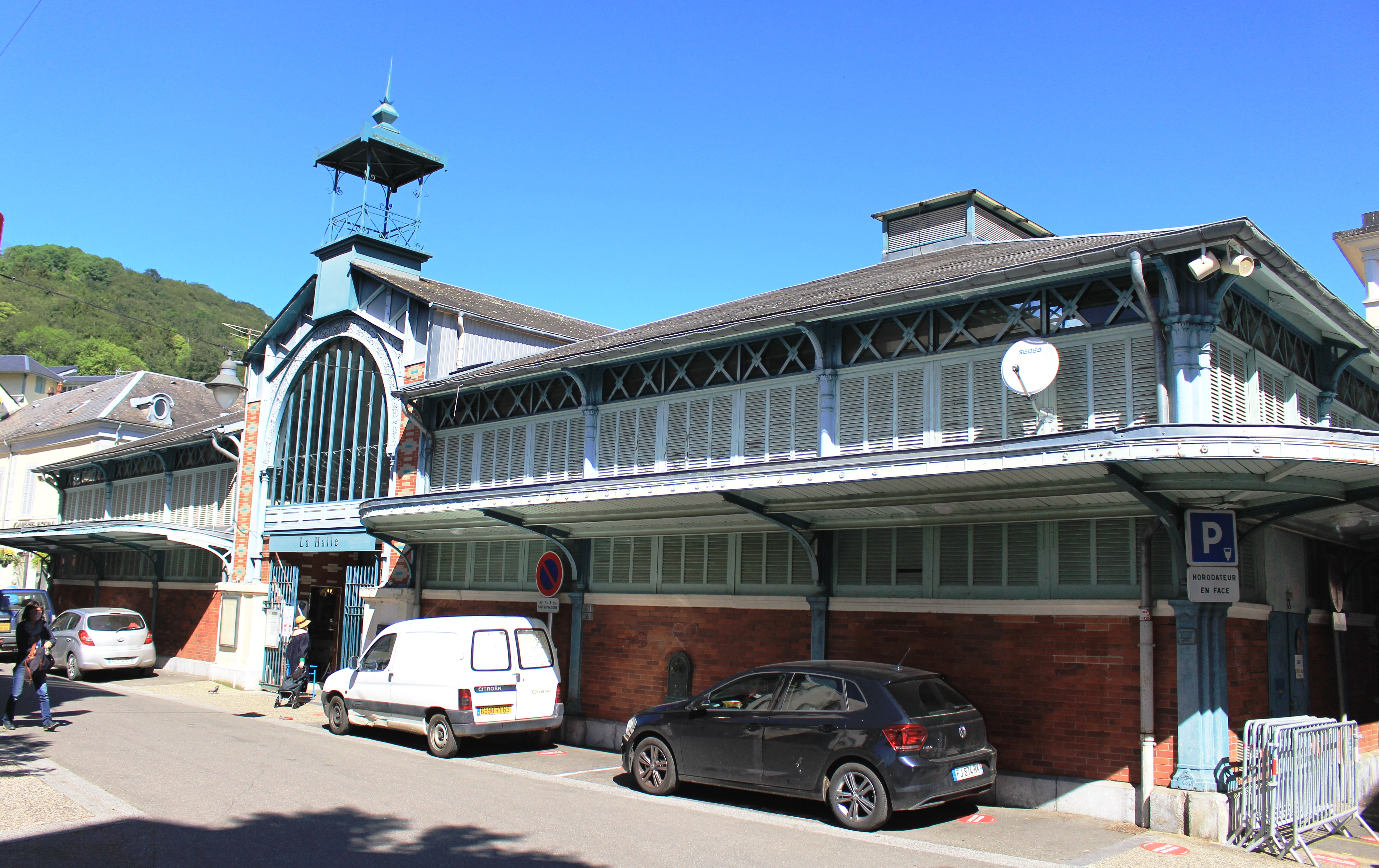
集市大堂

### 旅游
巴涅尔德比戈尔的旅游事务由其所属的上比戈尔市镇公共社区负责。2022年，巴涅尔德比戈尔境内共有9家酒店共计252间房间；另有6个露营地，可容纳共496辆露营车。

### 媒体
法国主要的媒体均可在巴涅尔德比戈尔接收，法国电视三台下属的奥克西塔尼大区频道在部分时段播出巴涅尔德比戈尔所在上比利牛斯省的地方新闻。《南部追寻》、《比利牛斯新共和国报》、蓝色法兰西贝阿恩-比戈尔广播等是当地主要的地方性媒体。

## 相关人物
法国音乐家夏爾·當克拉、政治家夏尔·迪克莱尔和英国陆军元帅第一代艾伦布鲁克子爵艾伦·布鲁克出生于巴涅尔德比戈尔。

## 友好城市
截至2023年3月，巴涅尔德比戈尔共与五座城市互为友好城市关系：
- 德国 图青
- 西班牙 格拉纳达省阿拉马
- 義大利 艾米利亚地区格拉纳罗洛
- 苏格兰 因弗鲁里
- 英格兰 莫尔文